# Caldonazzo
Caldonazzo (alter deutscher Name: „Gallnötsch“, mittelhochdeutsch noch Caldenatsch) ist eine italienische Gemeinde (comune) mit 3964 Einwohnern (Stand 31. Dezember 2023) in der Provinz Trient,  Region Trentino-Südtirol.
Die Nachbargemeinden sind Calceranica al Lago, Altopiano della Vigolana, Folgaria, Lavarone, Levico Terme, Lusern, Pergine Valsugana und Tenna. Die Provinzhauptstadt Trient/Trento liegt rund 20 km entfernt.

## Geschichte
Caldonazzo wurde im Jahr 1116 erstmals urkundlich erwähnt und liegt zwei Kilometer vom gleichnamigen Caldonazzosee malerisch am Fuß steiler Bergwälder, dort wo das steile Centatal den Weg in die offene Landschaft findet (450 m s.l.m.).
Der Ort hat eine bewegte Geschichte, es gibt Beweise römischer Siedlungen. Etwa auf dem „Colle di Tenna“, wo römische Saumwege zu einer alten „Statio Militaris“ führen. Heute steht an diesem Ort eine Kapelle aus dem 12. Jahrhundert.
Spuren aus der Zeit der Völkerwanderung geben Aufschluss darüber, dass der Ort mehrfach eine bedeutende Rolle in der Geschichte gespielt hat.
Der Ort gehörte lange Zeit zur Donaumonarchie (siehe Herrschaft Caldonatz), die Grenze zum Königreich Italien verlief nur wenige Kilometer entfernt auf der Hochebene Folgaria, wo noch heute zahlreiche Bunker und Bauwerke aus dieser Zeit zu sehen sind. Das am besten erhaltene ist das Werk Gschwent, in dem heute ein Museum zu finden ist. Das gesamte Valsugana bietet dem Geschichtsinteressierten zahlreiche markante Punkte, die aus dieser Zeit berichten.

## Trapp, eine österreichische Adelsfamilie
Zwischen Kirche und Friedhof findet man das alte, stattliche Castel Trapp. Bereits verwittert, trotzdem deutlich ist an dem alten Gemäuer das Fresko eines Wappens zu erkennen, das den Österreichern gleich vertraut sein dürfte, denn es zeigt den vertrauten rot-weiß-roten Bindenschild.
In diesem Schloss wohnte die Familie Trapp, die einem alten österreichischen Adelsgeschlecht angehörte. Im Jahr 1461 verließ sie ihre Heimat und ihr Stammschloss Trautenburg bei Leutschach in der Steiermark (existiert heute noch). Über 300 Jahre, bis 1794, als der letzte Spross der Grafen Trapp starb, war Caldonazzo mit diesem Namen eng verbunden. Die Geschichtsschreibung sagt ihnen nach, dass sie gerecht, menschenfreundlich und tüchtig gewesen seien. Die Erinnerung an ihre Wohltätigkeit lebte noch lange in der Bevölkerung.

## Pfarrkirche zum Hl. Sixtus
Neben dem alten Ortsbild mit seinen alten, malerischen Häusern abseits vom Zentrum, ist noch die der heiligen Barbara geweihte Kirche zu erwähnen, deren alter Teil den Namen des Papstes Sixtus trägt. Im 13. Jh. erbaut, wurde sie im Laufe der Jahre erneuert und umgebaut. Ihr heutiges Gesicht erhielt sie 1836, ihr Stil sticht vom romanischen Kirchturm deutlich ab. Im Innern erinnert ein altes Gemälde, Papst Sixtus darstellend, der von den Heiligen Borromäus, Franziskus und Sebastian umgeben ist, an die im Jahre 1630 wütende Pest, von der auch Caldonazzo nicht verschont geblieben ist. Das Gemälde stammt aus dem Jahre 1632.

## Infrastruktur
Caldonazzo liegt an der Bahnstrecke Trient–Venedig. Verkehrlich erschlossen wird der Ort außerdem durch die Provinzstraßen (Strada provinciale) SP1 und SP113 und ist über die Strada Statale 47 della Valsugana SS47 und die Strada Statale 349 di Val d’Assa e Pedemontana Costo sowie die Autostrada A22  an das Fernstraßennetz angebunden.